# Kreta i olympiska sommarspelen 1906
Kreta deltog i olympiska sommarspelen 1906. Kretas trupp bestod av 8 idrottare, alla var män. Detta var de enda olympiska spel där Kreta deltog. Spelen 1906 anordnades i samband med firandet av 10-årsjubileet av de moderna olympiska spelen och räknas inte med i den olympiska statistiken.

## Resultat

### Friidrott
- Maraton herrar
  - V. Boulakakis - DNF
  - Khristos Ferarolakis - DNF
  - Mikhail Giannarakis - DNF
  - Nikolaos Malintretos - DNF
  - Khristos Manarolakis - DNF
  - M. Mantakas - DNF
  - Evangelos Volanakis - DNF

- Längdhopp herrar
  - Epaminonas Anezakis - 29

- Discus herrar grekisk stil
  - Epaminonas Anezakis - DNF

- Spjutkastning herrar
  - Epaminonas Anezakis - DNF

### Skytte
- Stående gevär herrar
  - Nikolaos Malintretos - 35